# Canito (futbolista)
José Cano López, conocido futbolísticamente como Canito (Llavorsí, Lérida; 23 de abril de 1956 - Puebla de Montornés, Tarragona; 25 de noviembre de 2000) fue un futbolista español que jugaba como defensa o líbero.

## Trayectoria
A mediados de julio de 1975 el Real Club Deportivo Español fichó a Canito con 19 años. Debutó en Sarrià en 1976 contra el Real Madrid al cual le metió un gol. Llegó a ser internacional con España y fichó por el FC Barcelona de Helenio Herrera, que pagó 40 millones de pesetas y 3 jugadores a cambio.
Después de su traspaso, regresó al Real Club Deportivo Español, donde se encontró con el entrenador José María Maguregi con el cual no tenía buena relación, y el Español decidió traspasarlo otra vez. Finalmente sus excesos con las drogas truncaron su carrera. A pesar de que las asociaciones de jugadores veteranos tanto del Real Club Deportivo Español y del FC Barcelona intentaron ayudar a Canito, nada pudieron hacer y murió a los 44 años en Pobla de Montornés, Tarragona.

### Características futbolísticas
José Canito es recordado por ser un jugador con mucha clase, muy elegante y con mucha autoridad, muy completo técnica y físicamente, y por ser un jugador polivalente. Jugó en diferentes posiciones dentro del terreno de juego. Su posición habitual era la de defensa, pero también jugaba de líbero, llegó a jugar en el centro del campo, incluso Helenio Herrera lo llegó a poner de delantero centro y pudo meter algún gol.

## Clubes
| Club          | País     | Año       |
| ------------- | -------- | --------- |
| RCD Espanyol  | España   | 1976-1977 |
| Cádiz CF      | España   | 1977-1978 |
| RCD Espanyol  | España   | 1978-1979 |
| FC Barcelona  | España   | 1979-1981 |
| RCD Espanyol  | España   | 1981-1982 |
| Real Betis    | España   | 1982-1984 |
| Real Zaragoza | España   | 1984-1985 |
| Os Belenenses | Portugal | 1985-1986 |

## Selección nacional
Fue una vez internacional con España. Disputó su único partido con la selección nacional en Roma, el 21 de diciembre de 1978, ante Italia.

## Palmarés

### Campeonatos nacionales
| Título       | Club         | País   | Año  |
| ------------ | ------------ | ------ | ---- |
| Copa del Rey | FC Barcelona | España | 1981 |